# 热拉尔·德·维利耶
热拉尔·德·维利耶（1929年12月8日 - 2013年10月31日）是法国作家、新聞工作者和出版商，他創作了不少諜報小说。
热拉尔·德·维利耶的父親是一位剧作家。 热拉尔·德·维利耶毕业于巴黎政治学院。
20世纪50年代法国日报開始刊登他的文章，同時他又成为一名驻外记者。此時他開始對情报工作感興趣。 1964年，热拉尔·德·维利耶开始创作和出版諜報小说。他在军方和情报部门有一些熟人，这些人很乐意向热拉尔·德·维利耶透露他們是如何參與諜報工作的。 他將他的间谍小说起了個名字，叫作《SAS》。第一部《SAS》于1965年出版。這部小說讲述的是奥地利王子兼中央情报局特工马尔科·林格（Malko Linge）的冒险故事。
热拉尔·德·维利耶一共写了 200部以SAS為名的小说。為了讓小說看起來更真，他经常亲临战场，进行研究和采访。在寫小說前，他通常會先花15天研究戰場，然后再用六周的时间完成写作。